# Віщелиці
Віщелиці (пол. Wiszczelice) — село в Польщі, у гміні Ізбиця-Куявська Влоцлавського повіту Куявсько-Поморського воєводства.
Населення — 99 осіб (2011).
У 1975-1998 роках село належало до Влоцлавського воєводства.

## Демографія
Демографічна структура станом на 31 березня 2011 року:
|          | Загалом | Допрацездатний вік | Працездатний вік | Постпрацездатний вік |
| -------- | ------- | ------------------ | ---------------- | -------------------- |
| Чоловіки | 47      | 13                 | 30               | 4                    |
| Жінки    | 52      | 13                 | 24               | 15                   |
| Разом    | 99      | 26                 | 54               | 19                   |